# Condado de Lake (Ohio)
El condado de Lake es uno de los 88 condados del Estado estadounidense de Ohio. La sede del condado es Painesville, y su mayor ciudad es Painesville. El condado posee un área de 2.535 km² (los cuales 1.944 km² están cubiertos por agua), la población de 227.511 habitantes, y la densidad de población es de 385 hab/km² (según censo nacional de 2000). Este condado fue fundado en 1840. El condado fue nombrado en homenaje al Lago Erie.